# Enzo Staiola

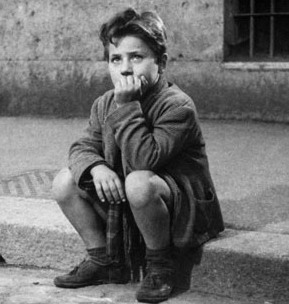
Enzo Staiola i Cykeltjuven (1948).

Enzo Staiola, född 15 november 1939 i Rom, död 4 juni 2025 i Rom, var en italiensk barnskådespelare, mest känd för rollen som unge Bruno i Vittorio De Sicas neorealistiska film Cykeltjuven från 1948. Detta var hans debutroll, som han tilldelades nio år gammal utan tidigare erfarenhet. Rollen blev inledningen till ett liv som "barnstjärna" som varade fram till 1954, då Staiola hade medverkat i ett dussintal filmer i regi av bland andra Alessandro Blasetti och Julien Duvivier. Staiolas sista roll blev ett kort framträdande som diskplockare i Barfotagrevinnan (regi: Joseph L. Mankiewicz). Därefter gjorde han endast ett par cameoroller, 1961 och 1977.

## Filmografi i urval
- 1948 – Cykeltjuven
- 1950 – I vulkanens skugga
- 1953 – Don Camillos återkomst
- 1954 – Barfotagrevinnan
- 1977 – La ragazza dal pigiama giallo